# 查茨伍德 (新南威尔士州)

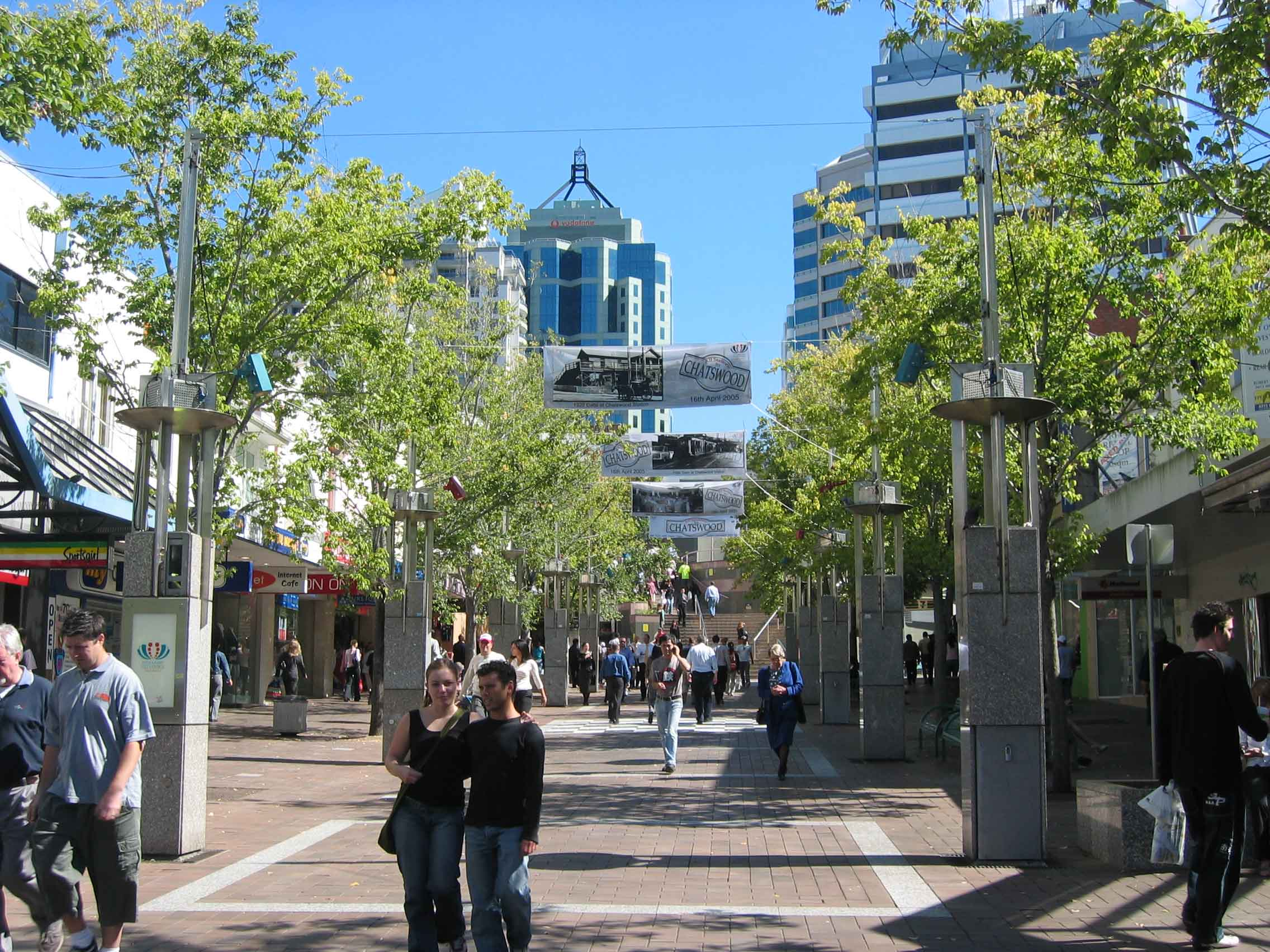
車士活的步行街

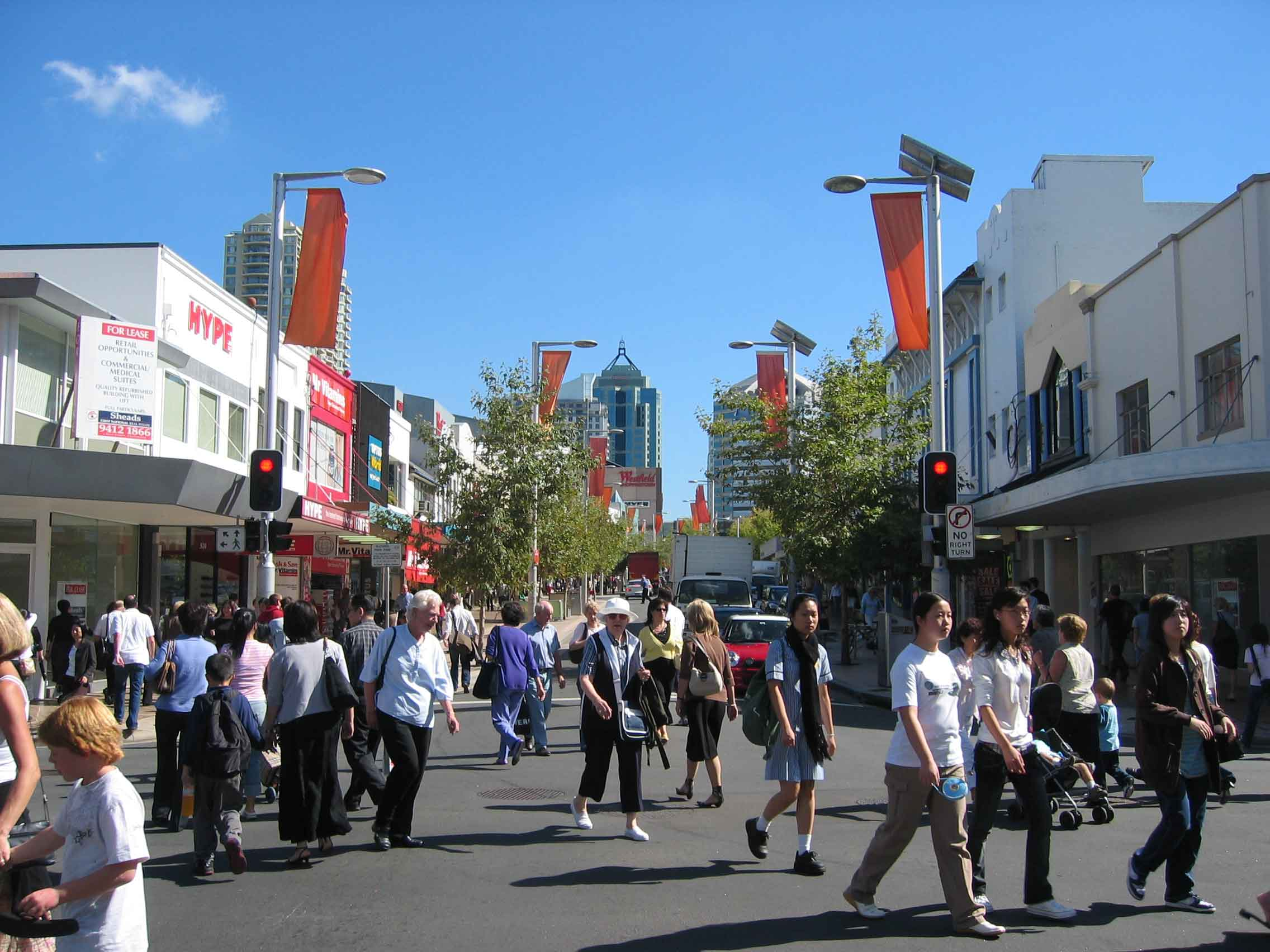
維多利亞大街和阿徹街交界處

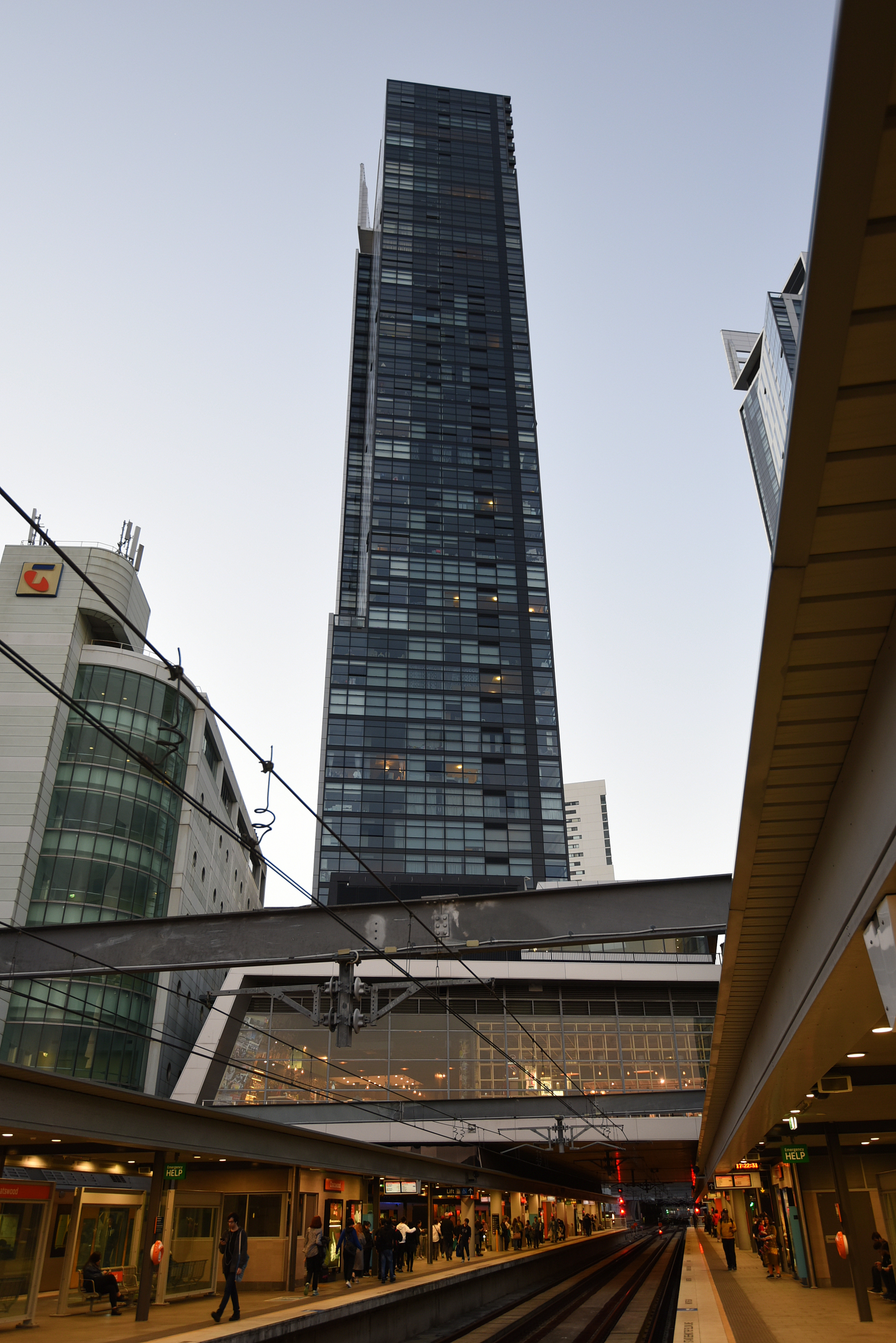
車士活火車站及其上蓋物業

車士活（英語：Chatswood）是澳大利亚悉尼悉尼北的一个区，位于悉尼中心商务区以北10公里，属于威洛比市管辖，是悉尼北区的重要市鎮。居民將其昵稱為「Chatty」。

## 歷史

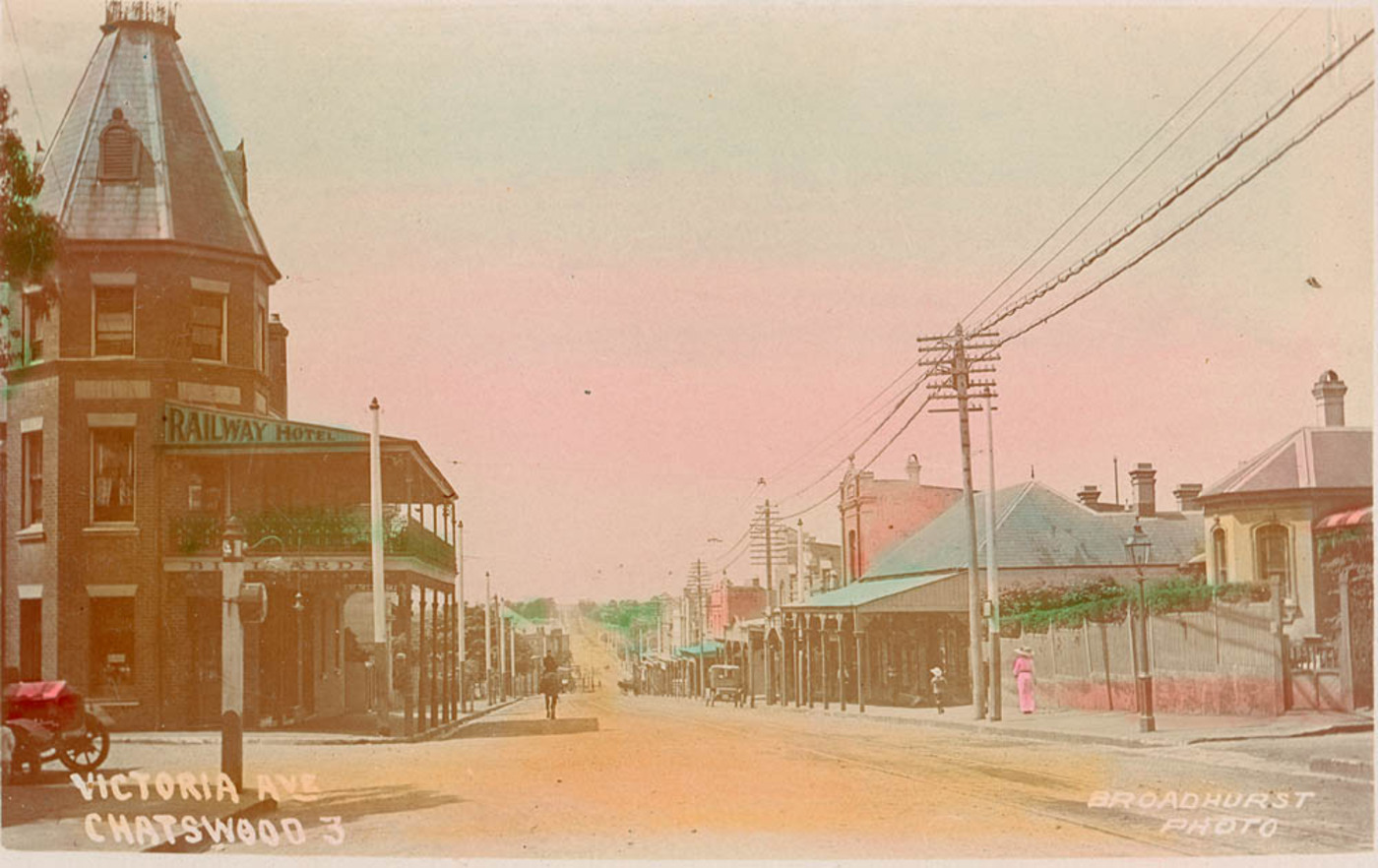
維多利亞大道(Victoria Avenue)，1900年(新南威爾斯州立圖書館)

車士活市名源自由威洛比市長Richard Harnett之妻Charlotte Harnett及當地樹林地形合成。於十九世紀中，由Chattie's Wood更名為Chatswood。
該市由1876年始被歐裔殖民者所定居。1890年，北岸线落成。1898年，電車軌鋪設至維多利亞達大道。1932年，因雪梨港灣大橋落成，人口再次大幅增加。
車士活於1989年被賦予城市資格。

## 交通
車士活车站位于城市铁路北岸线上，坐火车可直达悉尼市中心、巴拉馬打(Parramatta)及霍恩斯比(Hornsby)。於悉尼地鐵通車後，乘客現今可乘火車直達埃平（Epping）。
車士活巴士站近年来进行扩建，到北悉尼的各区基本上都有巴士相連通。

## 购物中心
- Chatswood Chase
- Westfield

## 人口
2006年澳洲人口普查显示，車士活总人口为13,513，46％为男性，54％为女性。
- 65.3％的居民在澳洲以外出生，其中10.8％为中国大陆出生，香港7.6％，韩国7.3％，台湾3.3％，日本2.5％。
- 39.3％的居民在家只说英语；27.2％的居民说华语，韩语7.6％，日语2.9％，印尼语1.6％，意大利语1.5％，克罗地亚语0.7％，阿拉伯语0.4％，塔加洛语0.4％，希腊语0.4％。
- 24.6％的居民无宗教信仰，22.6％信仰天主教，10.4％信仰圣公会，8.1％信仰佛教，4.4％信仰长老教会（包括改革教会）。

2016年澳洲人口普查显示，車士活总人口为24,913，47.3％为男性，52.7％为女性。
- 67.6％的居民在澳洲以外出生，其中20.7％为中国大陆出生，韩国6.5％，香港5.3％，印度3.5％，台湾2.8％。
- 33.6％的居民在家只说英语；22.9％的居民说华语，粵語12.3％的居民说华语，韩语7.2％，日语2.9％，印度语1.4％。
- 42.6％的居民无宗教信仰，15.8％信仰天主教。[1]

## 教育
- St Pius X College：5-12年級, 天主教男校
- Mercy Catholic College ：7-12年級，天主教女校
- Our Lady of Dolours ：K-6年級，天主教小學
- Chatswood Public School ：K-6年級，公立小學
- Chatswood High School ：7-12年級，公立中學